# Стенников, Валерий Глебович
Валерий Глебович Стенников (род. 3 марта 1958, Скатова, Курганская область) — советский самбист, российский тренер, мастер спорта СССР, Заслуженный тренер России, Заслуженный работник физической культуры Российской Федерации, судья международной категории. Генеральный директор и главный тренер АНО «Клуб самбо «УГМК» (село Балтым, Свердловская область). Главный тренер сборной Свердловской области по самбо, доцент.

## Биография
Валерий Глебович Стенников родился 3 марта 1958 года в деревне Скатова (Сладкий Лог) Речкинского сельсовета Белозерского района Курганской области, ныне деревня входит в Белозерский муниципальный округ той же области.
Начал заниматься самбо в 12 лет в спортивном обществе «Динамо». Его первым тренером был Заслуженный тренер РСФСР Виктор Федотович Евтодеев. Побеждал на юношеских соревнованиях Кургана и Курганской области. 
Трудовую деятельность начал в 1976 году учеником сверловщика на Курганском машиностроительном заводе.
С 1976 по 1978 год проходил военную службу в Кургане во внутренних войсках МВД СССР. Становился чемпионом, серебряным и бронзовым призёром чемпионатов внутренних войск МВД СССР.
В 1978 году демобилизовался. Поступил на работу в военно-пожарную охрану УВД Курганской области, где продолжал выступать за «Динамо». Участвовал в Спартакиаде народов РСФСР (5-е место), чемпионате РСФСР (2-е место), чемпионате Центрального Совета ФСО «Динамо» (5-е место). В 1980 году выполнил норматив мастера спорта СССР. В 1986 году ушёл из большого спорта.
В 1988 году окончил заочное отделение Курганского государственного педагогического института по специальности «Физическое воспитание».

## Тренерская деятельность
С 1980 года начал тренировать юных самбистов. До 2000 года подготовил 11 мастеров спорта международного класса и более 50 мастеров спорта. В 1996 году ему было присвоено звание «Заслуженный тренер России».
В 2000 году переехал в Верхнюю Пышму, где начал работать в спортивном клубе ОАО «Уралэлектромедь». Главный тренер АНО «Клуб самбо «УГМК». Главный тренер сборной Свердловской области по самбо.
Доцент кафедры физического воспитания Уральского федерального университета.
С 16 мая 2017 года генеральный директор автономной некоммерческой организации «Клуб самбо «УГМК» (АНО «КС «УГМК»), село Балтым, Городской округ Верхняя Пышма, Свердловская область.
С декабря 2018 года был исполнительным директором Свердловской региональной общественной организации «Федерация самбо Свердловской области».

## Награды и звания
- Орден Дружбы, указ Президента Российской Федерации № 656 от 13 ноября 2018 года[4][5].
- Медаль ордена «За заслуги перед Отечеством» I степени, указ Президента Российской Федерации № 336 от 2 июля 2015 года[6].
- Медаль ордена «За заслуги перед Отечеством» II степени,  2008 год.
- Почётное звание «Заслуженный работник физической культуры Российской Федерации», указ Президента Российской Федерации № 1084 от 21 сентября 2003 года[7];
- Почётная грамота Президента Российской Федерации, распоряжение Президента Российской Федерации от 23 января 2014 года № 14-рп[8]
- Почётное спортивное звание «Заслуженный тренер России», 1996 год;
- Почётное звание «Отличник народного образования России»;
- Почётный знак «За заслуги в развитии физической культуры и спорта»;
- Спортивное звание «Мастер спорта СССР», 1980 год;
- Почётный гражданин городского округа Верхняя Пышма, 25 июня 2015 года[9];

Был признан лучшим тренером Всероссийской федерации самбо по итогам 2014 года. На тот момент под руководством Валерия Глебовича тренировалось шесть заслуженных мастеров спорта и одиннадцать мастеров спорта международного класса.

## Известные воспитанники
- Аксаментов, Евгений Валерьевич;
- Аткунов, Аймерген Сергеевич;
- Возов, Иван Александрович;
- Галлямов, Тимур Фанилевич;
- Жилин, Иван Владиславович;
- Задорин, Сергей Викторович;
- Колесников, Сергей Викторович;
- Кривошеин Сергей Николаевич;
- Лебедев, Дмитрий Александрович;
- Лебедев, Илья Александрович;
- Менщиков, Николай Витальевич;
- Поленок, Дмитрий Михайлович;
- Путинцев, Леонид Васильевич;
- Сороноков, Валерий Владимирович;
- Уин, Виталий Юрьевич;
- Хлыбов, Илья Евгеньевич;
- Черноскулов, Альсим Леонидович.

## Семья
Брат-близнец Михаил Глебович Стенников (род. 3 марта 1958) — мастер спорта СССР международного класса, Заслуженный тренер России по самбо.
Валерий Стенников женат, жена Наталья Геннадьевна — воспитатель, логопед. Две дочери:
- Старшая дочь работает помощником судьи в Кургане, двое детей.
- Младшая дочь вокалистка, закончила училище им. Чайковского. Учится в Москве в институт Ипполитова (музыкально-педагогический)[10].